# The Green Eyed Monster (film fra 1919)
The Green Eyed Monster er en amerikansk stumfilm fra 1919.

## Medvirkende
- Jack Austin
- Louise Dunbar
- Steve Reynolds
- Robert A. Stuart